# Колаборативний робот
Колаборативний робот (кобот) — це автоматичний пристрій, який може працювати разом з людиною для створення або виробництва різних продуктів.Як і промислові роботи (див. Промисловий робот ), коботи складаються з маніпулятора і пристрою, що забепечує необхідні рухи виконавчих органів маніпулятора.
Колаборативні роботи застосовуються на виробництві у вирішенні завдань, які не можна повністю автоматизувати.

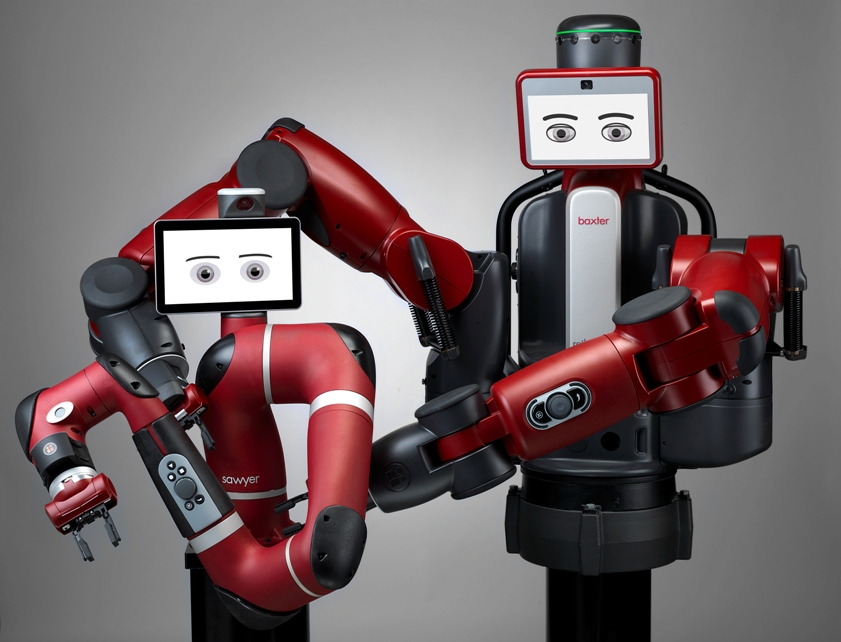
Колаборативні роботи Sawyer і Baxter від Rethink Robotics

У травні 1995 року Північно-Західний університет і корпорація General Motors оголосили про роботу над тим, що вони назвали Intelligent Assist Devices (IADs) - інтелектуальні пристрої-асистенти. Необхідність такого пристрою була викликана тим, що на етапі кінцевого складання автомобіля було багато трудомістких процесів: виявлення дефектних деталей, складання вузлів з деталей, що розрізняються, та інше. Автоматизувати їх було неможливо, але колаборативний пристрій міг полегшити працю людей. Перші розробки були автономними і рухалися за домогою м'язової сили робітників.
1999 року Ед Колгейт і Майкл Пешкін, інженери Північно-Західного університету, винайшли першого кобота.З 1996 також існує компанія Cobotics, співзасновником якої є Ед Колгейт.У патенті 1997 року  кобот описаний таким чином:

| Апарат і метод безпосередньої фізичної взаємодії між людиною та маніпулятором загального призначення, керованим комп’ютером |
| — Джеймс Е. Колгейт і Майкл А. Пешкін                                                                                       |

Cobotics випустив кілька моделей коботів у 2002 році (компанія, як і раніше, використовувала для них термін «IADs»).Через два роки KUKA, велика робототехнічна компанія з Німеччини, випустила свого першого кобота LBR 3.Справжнім проривом історії колаборативних роботів стали розробки данської компанії Universal Robots. Саме вона у 2008 році випустила колаборативного робота у його сучасному вигляді: як автономний пристрій, здатний взаємодіяти з людиною.
Станом на 2017 рік ринок колаборативної робототехніки збільшувався на 50% щорічно.

## Порівняння з промисловими роботами
Промислові роботи запрограмовані виконувати певні операції без урахування людей, які працюють поруч із ними. Тому на виробництві вони можуть створювати загрозу життю та здоров'ю людини. Відомі випадки [Архівовано 7 квітня 2018 у Wayback Machine.] загибелі людей через промислових роботів. Тому їх встановлюють у спеціально відведених місцях, фарбують у яскраві кольори і монтують огородження в зоні дії робота, щоб не наражати на небезпеку людей. За будь-якої фізичної взаємодії людини з промисловим роботом механізм необхідно попередньо відключити.
Колаборативні роботи оснащені датчиками, які контролюють рухи та позицію людини і не допускають заподіяння їй шкоди. Деякі моделі можна встановити безпосередньо на робочих місцях. Як правило, управління та програмування у коботів на порядок простіше, ніж у промислових роботів, і включає зокрема елементи ручного управління. Також ці роботи дешевші і не вимагають додаткових виробничих площ.
Більшість колаборативних роботів мають невеликі розміри (вага – 15–20 кг, висота – близько 1,5 м). Промислові роботи більші. Так, KUKA має лише одну лінійку компактних роботів вагою близько 50 кг; моделі інших серій важать від 100 до 4600 кг.

## Виробники

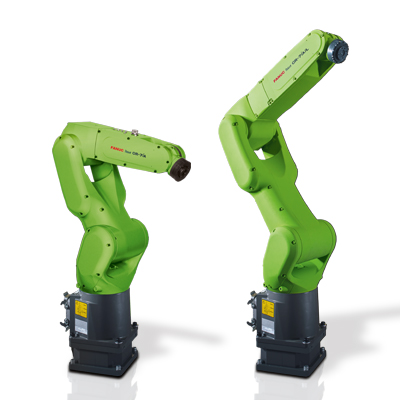
FANUC Robot CR-4iA

Hanwha У березні 2017 року Hanwha Robotics випустила першого колаборативного робота – HCR-5. Незабаром після цього до ліній коботів були додані HCR-3 і HCR-12. Hanwha Robotics активно просуває свою продукцію в Китаї, Південно-Східній Азії, Європі, Америці та Росії. Сьогодні Hanwha Techwin — компанія з 1950 співробітниками, включаючи близько 550 осіб, зайнятих дослідженнями та розробками, 680 робітниками на підприємствах та 540 спеціалістами з продажу та маркетингу.
Universal Robots продовжує розробляти та випускати колаборативних роботів. До 2016 року компанія випустила їх понад 8400 штук для малих та середніх підприємств у 55 країнах.
Виробництвом коботів сьогодні займаються такі великі компанії як ABB, Kuka, Fanuc, Yaskawa, а також молоді проекти: Kinova, Rethink Robotics, Franka Emika, Rozum Robotics.
Techman Robot – є дочірньою компанією Quanta Computer Inc., найбільшою у світі компанії-виробника ноутбуків. Роботи TM Robot мають інтелектуальну вбудовану візуальну систему, яка займає своє місце на сучасному світовому ринку. Компанія проводить ефективний виробничий процес від дослідження продукту, розробки та виробництва. Techman Robot відомі своєю високоякісною репутацією "Зроблено на Тайвані". TM Robot стала другим за величиною брендом колаборативних роботів у світі лише за три роки з моменту свого заснування у 2016 році. Штаб-квартира компанії знаходиться в Тайвані і має понад сто дистриб'юторів з Китаю, Європи, Японії, Південної Кореї та Південно-Східної Азії. TM Robot постійно розширюється і має кілька філій у Шанхаї, Китаї, Пусані та кілька зарубіжних офісів продажів, розташованих у Чаншу, Шеньчжені та Чунцин.

## Види сучасних коботів
Відповідно до міжнародного стандарту ISO 10218 (частина 1-а та частина 2-а), є чотири типи колаборативних роботів.

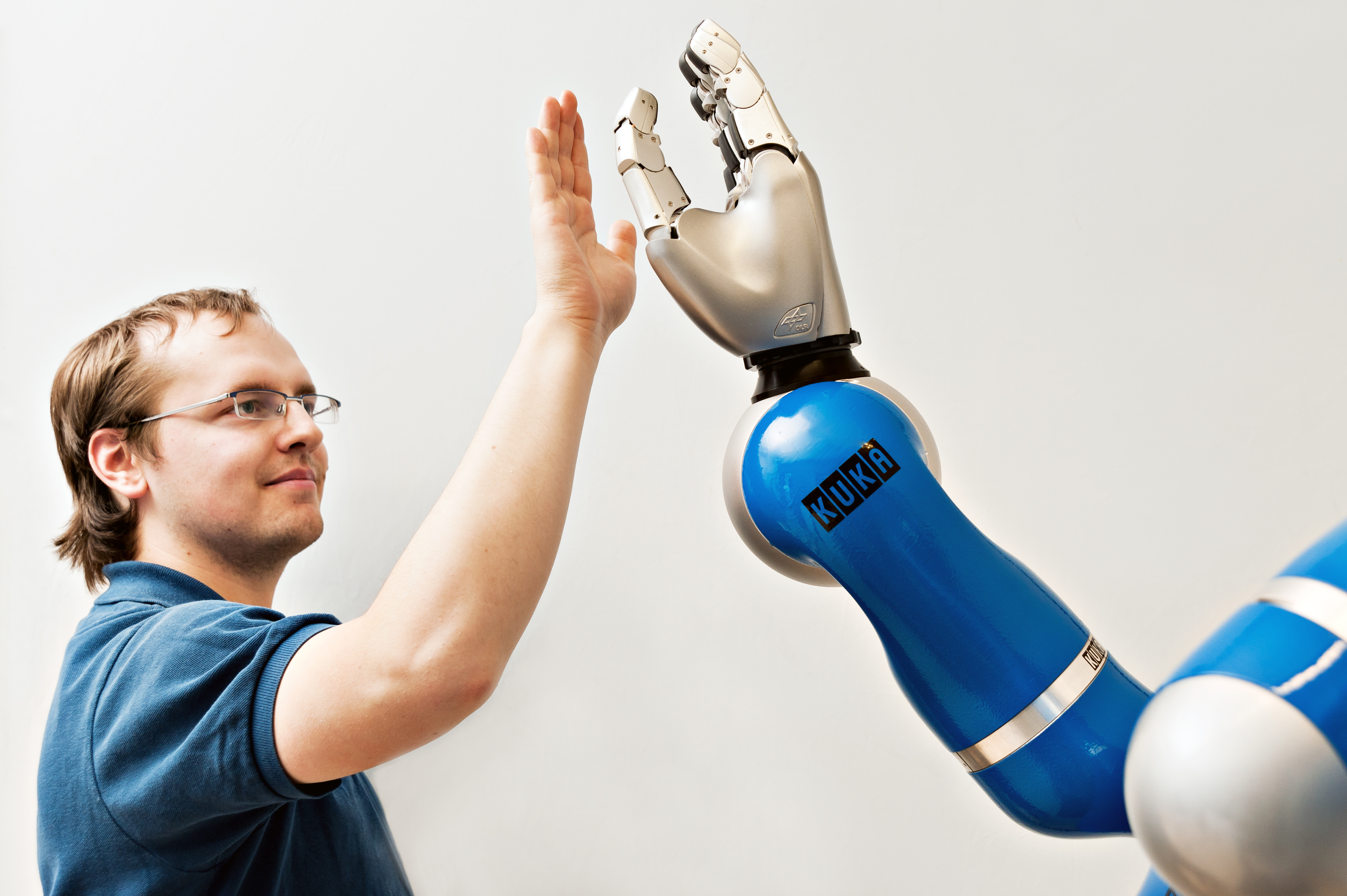
Співпраця кобота з людиною

1. Із захисним механізмом зупинки. Такий кобот працює переважно автономно, але людині час від часу потрібно зайти в його робочий  простір. При наближенні працівника спрацьовує механізм, який зупиняє кобота (заснований на датчиках руху). Коли людина залишає простір, робота продовжується.
2. З ручним керуванням. Цей тип використовується для «ручного навчання» робота. Базовий механізм – промисловий робот малого розміру; він доповнений спеціальними пристроями, що розпізнають тиск руки. Коли робот не навчається, а виконує свої прямі функції, людина повинна перебувати за межами її робочої зони.
3. Коботи, оснащені системою «комп'ютерного зору», які відстежують переміщення працівників-людей. Як тільки людина потрапляє в робочу зону робота, вона сповільнюється до безпечної швидкості, а якщо працівник підходить надто близько — механізм зупиняється.
4. Роботи з обмеженням сили. Він може відчувати опір своєму шляху і зупиняється, якщо опір сильний. З міркувань безпеки у нього округла форма і немає відкритих двигунів. Може функціонувати у безпосередній близькості з людиною.

## Області застосування та ринки
Ключовим регіоном ринку коботів у 2016-2017 роках стала Західна Європа (Німеччина та Велика Британія як ключові споживачі), на другому місці – ринок Азії, на третьому – Північної Америки. При цьому на ринку Азії спостерігалося найбільше зростання.
Основною сферою застосування коботів залишається автомобілебудування та виробництво електроніки, а найпопулярнішими операціями є навантаження/переміщення та складання. Однак потенційна сфера їх застосування значно ширша: всі види виробництв, офісна робота, соціальна сфера.